# Herta Herzog
Herta Herzog (née le 14 août 1910 à Vienne et morte le 25 février 2010 à Leutasch) est une spécialiste de la psychologie sociale et une chercheuse en communication américaine d'origine autrichienne. Elle est une pionnière des études de marché et de la recherche qualitative sur les publics et les genres.

## Biographie
Herta Herzog grandit à Vienne, en Autriche. Son père est avocat ; sa mère meurt prématurément de tuberculose. Elle émigre aux États-Unis et épouse Paul Lazarsfeld. Elle se remarie avec Paul Wilhelm Massing. Lorsque ce dernier contracte la maladie de Parkinson, elle prend sa retraite et en 1977 retourne en Europe avec lui. Elle meurt en 2010.

### Parcours académique
Herta Herzog étudie l'allemand, le grec, le latin et l'archéologie à l'université de Vienne en 1928. Elle poursuit ses études l'Institut de psychologie de Vienne où elle rencontre pour la première fois Paul Lazarsfeld, qui est alors l'un de ses professeurs. En 1932, elle soutient une thèse de doctorat sur la voix et la personnalité où elle montre le lien entre le ton de la voix et les qualités supposées des locuteurs.

### Carrière
Herta Herzog est engagée comme assistante au Centre de recherche en psychologie des affaires. En 1935, elle émigre aux États-Unis, en compagnie de Paul Lazarsfeld. Elle devient l'assistante du sociologue Robert Lynd. En 1937, elle est engagée dans le Service de recherche sur la radio (SRR, Office of Radio Research) que vient de créer Paul Lazarsfeld avec Hadley Cantril et Frank Stanton, et qu'il dirige (Theodor W. Adorno et Siegfried Kracauer en font partie ultérieurement). En 1939, Herta Herzog devient directrice adjointe du SRR.
À partir de 1943, Herzog travaille pour l'agence de publicité McCann Erickson.

## Travail scientifique

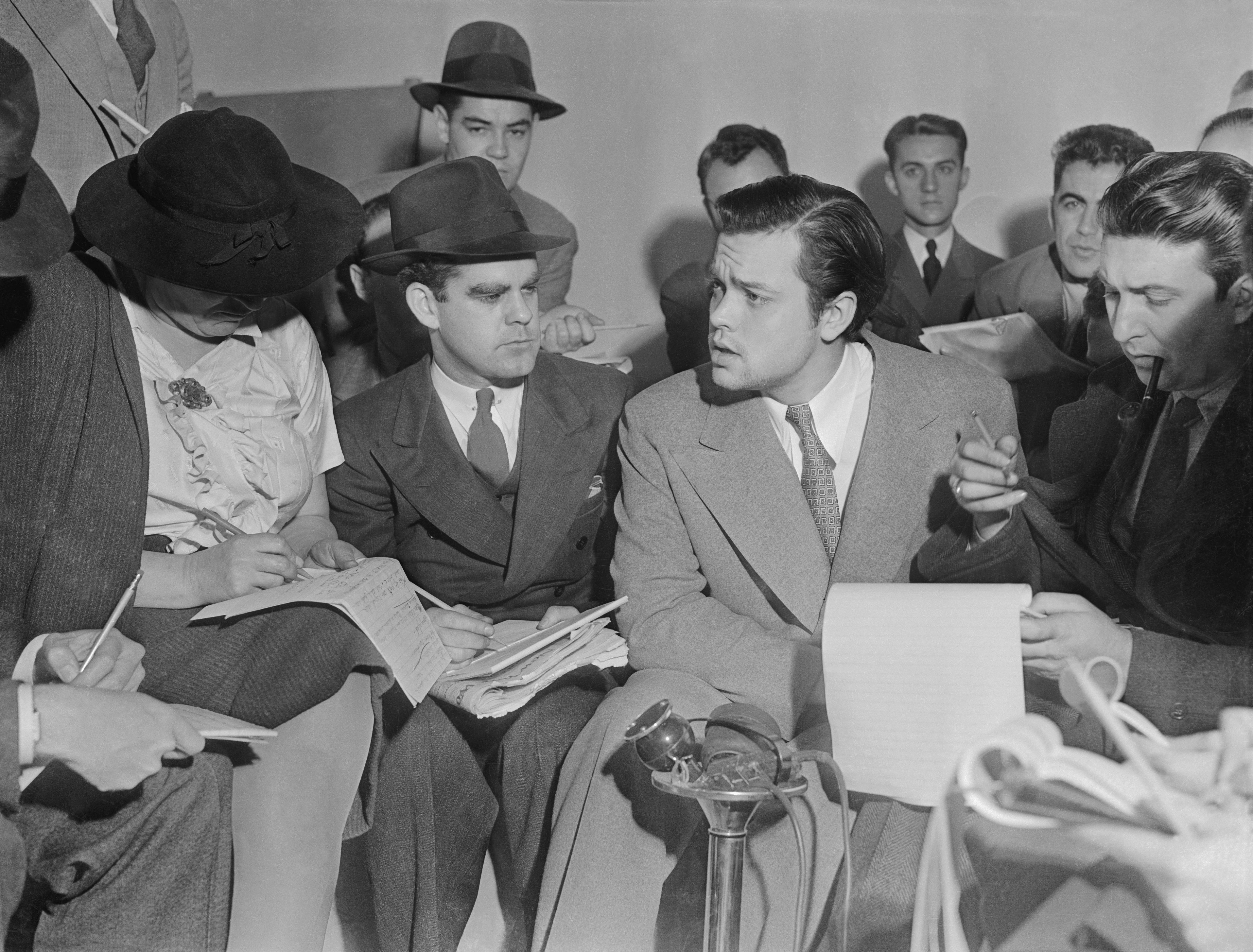
Herta Herzog fait partie des trois auteurs qui ont rédigé l'étude sur la réception de La guerre des mondes mise en scène par Orson Welles (ici, le soir même de la diffusion) pour la radio CBS.

De 1937 à 1940, elle contribue aux travaux collectifs du Service de recherche sur la radio de Princeton. On la crédite d'une large part de la recherche sur The Invasion from Mars signée par le seul Hadley Cantril, en ce qu'elle met en place la méthodologie et qu'elle réalise les premiers entretiens auprès des auditeurs paniqués.
Ensuite, le travail scientifique de Herta Herzog se divise en trois domaines de recherche principaux : l'étude des gratifications retirées par les auditeurs de radio, qu'elle a principalement menées pendant son travail au SRR ; l'étude de l'audience publicitaire, qu'elle a menée pour des entreprises privées en tant que chercheuse en marketing ; la recherche en psychologie sociale et en études sur l'auditoire de la télévision.

### Recherches en communication
Herzog a une influence majeure sur les études des publics de série, en particulier parce qu'elle ne se soucie pas de l'effet des séries sur les téléspectatrices féminines, mais qu'elle se demande plutôt à quels besoins psychologiques et sociaux des femmes répond la consommation de séries. En 1942, l'étude de Herzog « Daytime Serial Listeners » lance «l'approche des utilisations et de la gratification». Elle mène une vaste enquête auprès du public, avec une centaine d'entretiens ciblés auprès de consommateurs de séries. La combinaison d'enquêtes quantitatives et d'entretiens qualitatifs est typique de la méthodologie du SSR.
Dans son étude, Herta Herzog montre que les séries sont principalement consommées par des femmes ayant un niveau d'éducation inférieur. Elle met à jour le fait que les consommatrices recherchent dans les feuilletons un effet thérapeutique ou de soulagement émotionnel. Plus les femmes veulent échapper à leur vie quotidienne oppressante, plus elles consomment de feuilletons. Réfugiées dans une forme de pensée magique, elles recherchent une sorte de guide aux problèmes personnels et familiaux. L'étude suscite une vague d'indignation considérable auprès des radiodiffuseurs.
L'étude de Herta Herzog sur « What do We Really Know About Daytime Serial Listeners » est considérée comme un travail pionnier pour la recherche sur la gratification et donc pour le virage cognitif dans le secteur des médias. La question n'est plus seulement ce que les médias font avec les gens, mais ce que les gens font avec les médias. La recherche de Herta Herzog est le début d'un changement de paradigme où les destinataires des médias ont une voix qui doit être prise en compte.

### Recherches en marketing
Herta Herzog est une personnalité reconnue dans les études de marché américaines, principalement grâce à sa longue carrière dans l'agence de publicité McCann Erickson. En 1943, Marion Harper, qui dirige alors le Service de la recherche de McCann Erickson, la nomme responsable de la recherche qualitative sur la radio et la publicité. En 1948, elle devient directrice adjointe et plus tard cheffe du Service de la recherche au siège de l'entreprise à New York. Marion Harper pense qu'une agence de publicité ne doit pas seulement concevoir des publicités pour ses clients, mais également offrir de nombreux services. Elle crée une filiale, Marplan, pour les seules études de marché, et place Herta Herzog comme déléguée et présidente du conseil de surveillance.
Dans les recherches marketing d'Herta Herzog sont souvent citées la publicité pour le médicament Alka-Seltzer, devenue emblématique (une main laisse tomber deux comprimés dans un verre au lieu d'un) qui aurait doublé les bénéfices de l'entreprise. En 1986, elle est intronisée au Hall of Fame du Market Research Council.
Dans les années 1950, Herta Herzog contribue à l'émergence de la recherche en marketing et publicité. Dans une conférence en 1958, elle plaide pour l'inclusion de concepts psychologiques dans la recherche sur les consommateurs. Elle préconise une recherche qualitative qui lie les significations d'un produit aux besoins des consommateurs.
Herta Herzog s'intéresse à la xénophobie et à l'antisémitisme. En 1994, elle rédige une étude socio-psychologique intitulée The Jews As Others.

## Publications
- (de) Herzog, Herta, « Stimme und Persönlichkeit », Zeitschrift für Psychologie, vol. 130, nos 3-5,‎ 1933, p. 300–369 (lire en ligne)
- (en) Cantril, Hadley, Hazel Gaudet et Herta Herzog, The Invasion from Mars. A Study in the Psychology of Panic. With the Complete Script of the Famous Orson Welles Broadcast, Princeton, Princeton University Press, 1940
- (en) Herzog, Herta, « Professor Quiz – A Gratification Study », dans Paul F. Lazarsfeld, Radio and the Printed Page. An Introduction to the Study of Radio and Its Role in the Communication of Ideas, New York, Duell, Sloan and Pearce, 1940, p. 64–93
- (en) Herzog, Herta, Children and their Leisure Time Listening to the Radio. A Survey of the Literature in the Field, New York, Bureau of Applied Social Research, 1941
- (en) Wyant, Rowena & Herta Herzog, « Voting Via the Senate Mailbag – Part II », The Public Opinion Quarterly, vol. 5, no 4,‎ 1941, p. 590–624
- (en) Herzog, Herta, « What Do We Really Know About Daytime Serial Listeners? », dans Paul F. Lazarsfeld & Frank N. Stanton, Radio Research 1942–1943, New York, Duell, Sloan and Pearce, 1944, p. 33
- (en) Herzog, Herta, « Radio – The First Post-War Year », The Public Opinion Quarterly, vol. 10, no 3,‎ 1946, p. 297–313
- (en) Herzog, Herta, « Listener Mail to the Voice of America », The Public Opinion Quarterly, vol. 16, no 4,‎ 1952, p. 607–611
- (en) Herzog, Herta, « Why Did People Believe in the 'Invasion from Mars'? », dans Paul F. Lazarsfeld & Morris Rosenberg, The Language of Social Research, New York & Londres, The Free Press & Collier-Macmillan Limited, 1955, p. 420–428
- (en) Herzog Massing, Herta, « Decoding 'Dallas' », Society, vol. 24, no 1,‎ 1986, p. 74–77
- (de) Herzog Massing, Herta, « Der Stich ins Böse. Dallas und Denver Clan. Garantiert anders als der Alltag », Medien Journal, vol. 14, no 4,‎ 1990, p. 191–208
- (en) Herzog, Herta, The Jews as “Others”: On Communicative Aspects of Antisemitism. A Pilot Study in Austria, Jerusalem, The Vidal Sassoon International Center for the Study of Antisemitism, 1994 (lire en ligne)